# Store Khingan
Store Khingan (forenklet kinesisk: 大兴安岭, traditionel kinesisk: 大興安嶺, pinyin: Dàxīng'ānlǐng, manchu: Amba Hinggan), er en vulkansk bjergkæde i Indre Mongoliet i den nordøstlige del af Kina. Bjergkæden er omkring 1.200 km lang fra nord til syd, og bliver smallere mod syd. Den skiller slettelandet i nordøst-Kina i øst fra det Mongolske plateau i vest. Området har en middelhøjde på 1.200 til 1.300 meter, med de højeste toppe på 2.035 meter. 
Bjergkæden er dækket af tæt skov. Som øko-region er den speciel på grund af sin daurianske flora, en overgangsform mellem sibirsk og manchurisk flora.
Skråningerne er relativt godt græsningsområde, og det var i dette område at khitanfolket kom fra før de etablerede Liao-dynastiet i 900-tallet.
49°22′57″N 123°09′24″Ø / 49.3823728°N 123.1567383°Ø